# 加斯馬哈拉體育會
加斯馬哈拉體育會（英語：Ghazl El Mahalla SC）是位于埃及的足球俱乐部，位于埃及大邁哈萊。
球队的主体育场是马哈拉体育场（El Mahalla Stadium），球队在1973年获得过球队历史上唯一的一座联赛冠军。Ghazl Al-Mehalla的阿拉伯语含义为马哈拉布业。

## 球队荣誉
- 埃及足球甲级联赛
  - 冠军：1973
- 埃及足球杯
  - 亚军 : 1975，1979，1986，1993，1995，2001
- 非洲俱乐部冠军杯
  - 亚军 : 1974

## 外部鍵接
- Ghazl El Mahalla SC official fans website (archived)